# Vala (programski jezik)
Vala je programski jezik kreiran s ciljem da uvede moderne karakteristike u programski jezik C bez dodatnih runtime zahteva, a koji cilja pre svega na GObject objektni sistem. Jezik je razvijen od strane Jürg Billeter-a i Raffaele Sandrini-a. Sintaksa je vrlo slična onoj iz programskog jezika C#. Kod Vale se ne prevodi direktno na Asembler ili neki drugi posrednički jezik, već na programski jezik C koji se potom kompajlira sa dostupnim C kompajlerom.

## Primer koda
Osnovni 'Zdravo Svete' program:
```
void
 
main
 

 
{

  
print
 
(
"Zdravo svete!
\n
"
);

}

```

Kompleksnija verzija koja pokazuje neke od Valinih objektno orijentisanih karakteristika:
```
class
 
Sample
 
:
 
Object
 
{

  
void
 
greeting
 

 
{

    
stdout
.
printf
 
(
"Zdravo svete!\n"
);

  
}

  
static
 
void
 
main
 
(
string
[]
 
args
)
 
{

    
var
 
sample
 
=
 
new
 
Sample
 
;

    
sample
.
greeting
;

  
}

}

```

Ovo je konvertovan C kod:
```
/* hellogtk.c generated by valac 0.34.4, the Vala compiler

 * generated from hellogtk.vala, do not modify */

#include
 
<glib.h>

#include
 
<glib-object.h>

#include
 
<stdlib.h>

#include
 
<string.h>

#include
 
<gtk/gtk.h>

#define _g_object_unref0(var) ((var == NULL) ? NULL : (var = (g_object_unref (var), NULL)))

gint
 
_vala_main
 
(
gchar
**
 
args
,
 
int
 
args_length1
);

static
 
void
 
_gtk_main_quit_gtk_widget_destroy
 
(
GtkWidget
*
 
_sender
,
 
gpointer
 
self
);

static
 
void
 
_gtk_main_quit_gtk_widget_destroy
 
(
GtkWidget
*
 
_sender
,
 
gpointer
 
self
)
 
{

	
gtk_main_quit
 
;

}

gint
 
_vala_main
 
(
gchar
**
 
args
,
 
int
 
args_length1
)
 
{

	
gint
 
result
 
=
 
0
;

	
GtkWindow
*
 
window
 
=
 
NULL
;

	
GtkWindow
*
 
_tmp0_
 
=
 
NULL
;

	
GtkLabel
*
 
label
 
=
 
NULL
;

	
GtkLabel
*
 
_tmp1_
 
=
 
NULL
;

	
gtk_init
 
(
&
args_length1
,
 
&
args
);

	
_tmp0_
 
=
 
(
GtkWindow
*
)
 
gtk_window_new
 
(
GTK_WINDOW_TOPLEVEL
);

	
g_object_ref_sink
 
(
_tmp0_
);

	
window
 
=
 
_tmp0_
;

	
gtk_window_set_title
 
(
window
,
 
"Hello, World!"
);

	
gtk_container_set_border_width
 
((
GtkContainer
*
)
 
window
,
 
(
guint
)
 
10
);

	
g_object_set
 
(
window
,
 
"window-position"
,
 
GTK_WIN_POS_CENTER
,
 
NULL
);

	
gtk_window_set_default_size
 
(
window
,
 
350
,
 
70
);

	
g_signal_connect
 
((
GtkWidget
*
)
 
window
,
 
"destroy"
,
 
(
GCallback
)
 
_gtk_main_quit_gtk_widget_destroy
,
 
NULL
);

	
_tmp1_
 
=
 
(
GtkLabel
*
)
 
gtk_label_new
 
(
"Hello, World!"
);

	
g_object_ref_sink
 
(
_tmp1_
);

	
label
 
=
 
_tmp1_
;

	
gtk_container_add
 
((
GtkContainer
*
)
 
window
,
 
(
GtkWidget
*
)
 
label
);

	
gtk_widget_show_all
 
((
GtkWidget
*
)
 
window
);

	
gtk_main
 
;

	
result
 
=
 
0
;

	
_g_object_unref0
 
(
label
);

	
_g_object_unref0
 
(
window
);

	
return
 
result
;

}

int
 
main
 
(
int
 
argc
,
 
char
 
**
 
argv
)
 
{

#if !GLIB_CHECK_VERSION (2,35,0)

	
g_type_init
 
;

#endif

	
return
 
_vala_main
 
(
argv
,
 
argc
);

}

```

## Spoljašnje veze
- Vala programski jezik
- LibGee, kolekcija biblioteka za Valu
- Val(a)IDE, IDE za Valu
- [мртва веза] Vala forum